# Jan Macias
Jan Macias (hiszp. Juan Macias lub Massias, ur. 8 marca 1585 w Ribera del Fresno, zm. 16 września 1645 w Limie) – święty Kościoła katolickiego, peruwiański dominikanin.
Urodził się w ubogiej rodzinie na terenie wspólnoty Estremadura. Wcześnie osierocony, był wychowywany przez wujostwo i pracował jako pasterz owiec. W 1620 roku wyemigrował do Peru. Pracował w rzeźni, a później podjął działalność handlową. W dwa lata później rozdał swój majątek ubogim i wstąpił do dominikanów klasztoru św. Marii Magdaleny w Limie, zostając bratem konwersem (23 stycznia 1622). W zakonie pełnił funkcję furtiana, ale dzięki zaangażowaniu w pomoc biednym i chorym zyskał też z czasem miano ojca ubogich. Surowe umartwianie i opinia o nim jako „wielkim mężu modlitwy” towarzyszyły mu już u współczesnych. Przyjaźnił się z Marcinem de Porrès. Trzy lata po śmierci Maciasa, uznając jego wkład w nauczanie altruizmu i pomoc ubogim, rozpoczęto starania o wyniesienie na ołtarze.
W Kościele katolickim jest wspominany w dzienną rocznicę śmierci.
Relikwie świętego znajdują się w bazylice Matki Bożej Różańcowej i św. Dominika w Limie, będącej miejscem szczególnego kultu świętego.
22 października 1837 roku papież Grzegorz XVI beatyfikował Jana Maciasa, zaś Paweł VI dokonał jego kanonizacji 28 września 1975 roku.